# ジョン・T・ダニエルズ

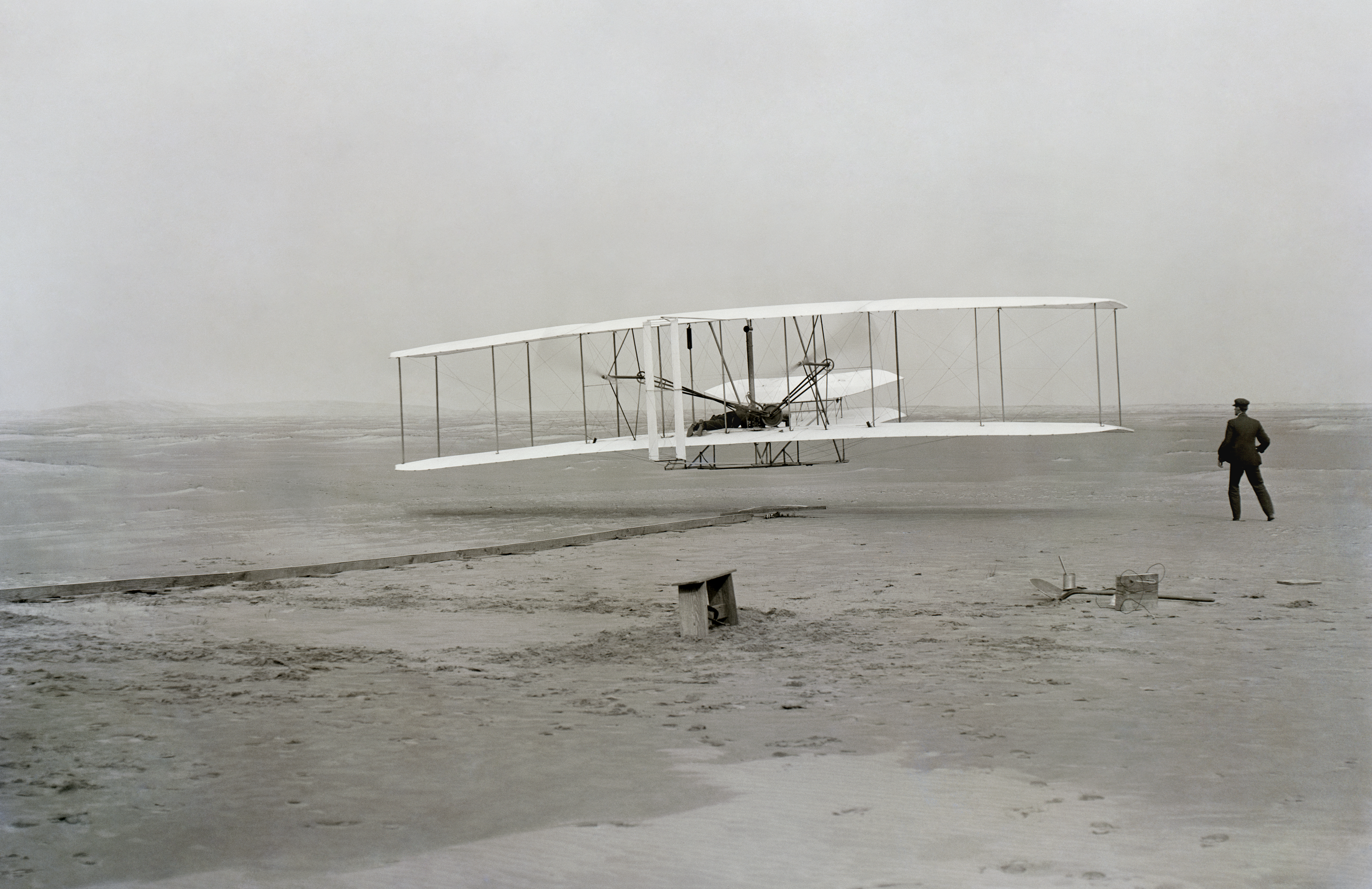
ダニエルズの最初の写真

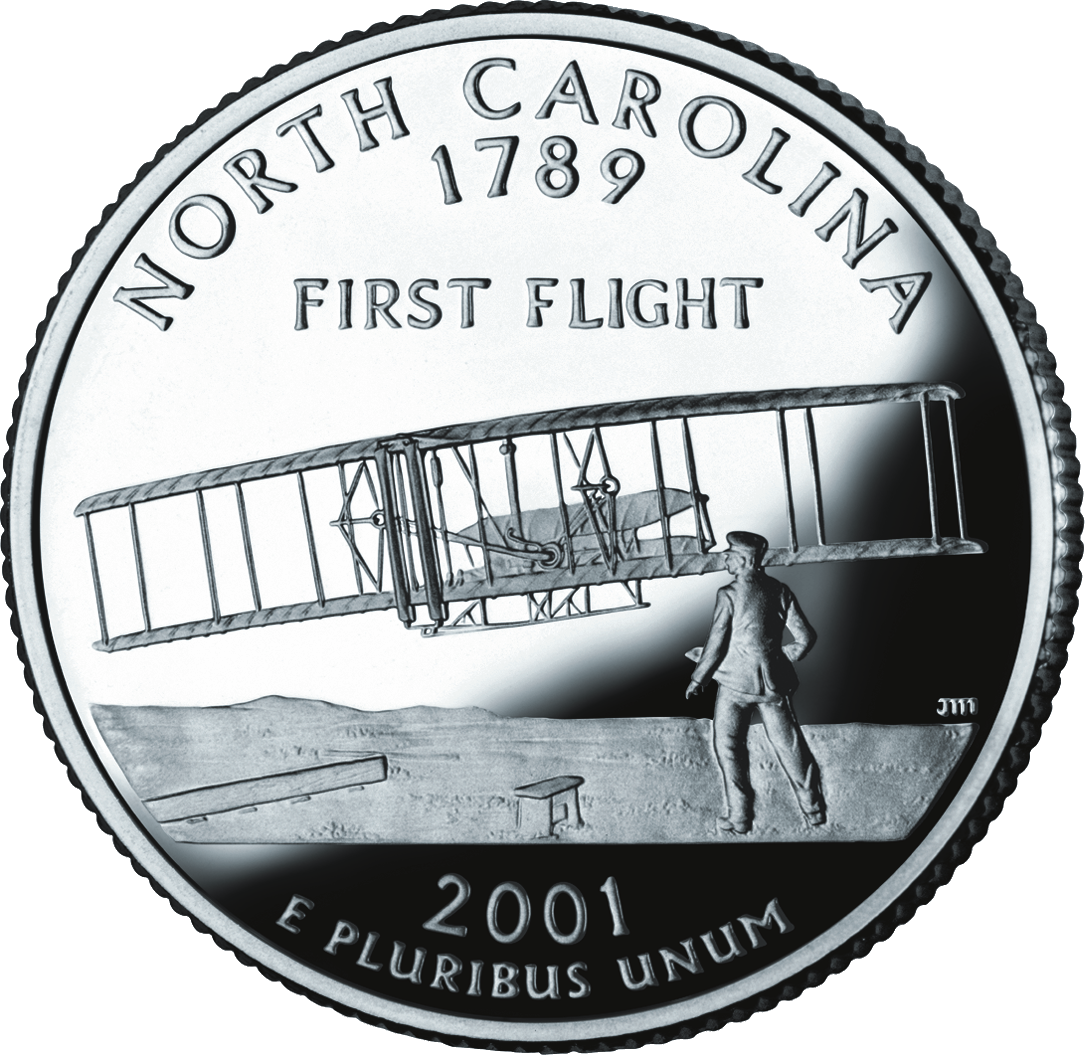
ダニエルズの写真は50州25セント硬貨プログラムにおいて、ノースカロライナ州の25セント硬貨に選ばれている。

ジョン・トーマス・ダニエルズ・ジュニア（John Thomas Daniels, Jr. 1873年7月31日- 1948年1月31日）は、ライト兄弟が1903年12月17日に行った初飛行を写真撮影したアマチュアフォトグラファーである。彼はキルデビルヒルズの海難救護所の一員でもあった。彼のいとこはノースカロライナ州の上院議員メルビン・ダニエルズである。

## 初飛行の撮影
ダニエルズは後に、ライトフライヤー号の飛翔に興奮しすぎて、レリーズを握ってシャッターを切れというオーヴィル・ライトの指示をほとんど忘れてしまっていた、と述べた。彼らが1903年にキティホークに滞在した中で撮影された写真の中でも、これは最もはっきり写っているものである。よりドラマティックな3回目の飛行の写真もあったが、製版するときにぼけてしまったことが判明した。
ダニエルズはこの有名な写真を撮る前は、5×7インチの写真乾板を使うGundlach Koronaのビューカメラ以外使ったことがなかった。写真乾板はライト兄弟がオハイオ州に帰るまで現像されなかった。カメラは、歴史的瞬間を記録に残すこと、そして将来、特許請求に備えて記録を取っておくことに気を配っていたライト兄弟の所有物だった。
ライト兄弟はその日、4回飛んでいて、そのうち1回目と3回目と4回目が撮影されている。ライトフライヤーが4回目の飛行を終えて引き戻されているときに、強力な突風が飛行機を襲った。ダニエルズは飛行機を抑えようとして支材を掴んだが、ライトフライヤーが幾度も回転し、彼は翼の間に挟まってしまった。彼は大けがこそしなかったものの、ライトフライヤーは破壊され、エンジンブロックは真っ二つになってしまった。ダニエルズはその後一生にわたってその時のことを聴きたがる人に、自分は世界初の飛行機墜落事故での生存者なのだと語っていた。ダニエルズは1948年1月31日に亡くなった。これはオーヴィル・ライトの死の翌日であった。

## 記念行事
2003年、ダニエルズの孫娘がノースカロライナ州キティホークのキルデビルヒルズで開かれたファーストフライト100周年セレモニーに参加した。
2012年12月17日、ライト兄弟の大おいの娘、 Kate Jamesonがジョン・T・ダニエルズのひ孫息子で同じくジョン・ダニエルズという名前の人と再会した。